# M11高速公路 (英國)
M11高速公路是英國一條約55英里（88.5公里）長的高速公路，從南伍德福德的北圓路（North Circular A406）向北延伸至英格蘭劍橋西北的A14號公路。 最初該高速公路是在1915年提出的，後來在1960年代考慮了各種計劃，並於1975年至1980年之間進行了最終建設。該高速公路分階段開放，第一階段（在7號和8號交界處之間）於1975年6月開放，完整的高速公路於1980年2月全面開始運作。從南伍德福德（South Woodford）到吉爾頓（Girton），該高速公路可直達大型新市鎮哈洛（Harlow）和劍橋市。自2002年以來，該高速公路極大地改善了前往倫敦斯坦斯特德機場的交通 。

## 路線
M11高速公路從倫敦東北的南伍德福德開始，到第4匯合點北圓路（North Circular A406），然後往NNE行駛，經過勞頓（Loughton）東部、泰登波斯（Theydon Bois）及艾坪森林 （Epping Forest），於第6匯合點到達M25高速公路，然後向北轉向，經過哈洛（Harlow）東部。M11高速公路可通過8號交界處到達畢曉普斯托福德（Bishop's Stortford）及該高速公路唯一的服務站，其後會到最近建造的8A匯合點，該匯合點有通往改進的A120道路之自由流動連接道路並連接到斯坦斯特德機場（Stansted Airport）。M11高速公路也穿越劍橋郡（Cambridgeshire）之部分區域，在9號匯合點會遇到A11之支線，穿過其中一條支線後最後在嘉頓交匯處之14號匯合點結束，另一支線之道路則繼續通過交界處，即為A14高速公路，路線繼續延伸至亨廷頓（Huntingdon）北部。
高速公路的起點為南向兩條車道，北向兩條車道；在伍德福德橋（Woodford Bridge）的北部雙方向都有3條車道，這個公路佈局一路延伸到8A匯合點，但在M25高速公路下方的第6匯合點有一個簡短的兩個車道區域。從8號交界處的高速公路開始會沿兩個方向一直有兩條車道，延伸至14號匯合點，本高速公路的路段到此為止。高速公路在4號匯合點附近的南站、6號交匯處（M25匯合點）、到8/8A匯合點（斯坦斯特德機場/畢曉普斯托福德），及在14號匯合點的A14高速公路北端都有照明。所有這四個區域均使用現代高壓鈉（SON, high pressure sodium）照明。最初在4號和6號匯合處所使用的較舊的黃色低壓鈉（SOX）照明燈已於2005年更換。M11高速公路之匯合點的編號相當不尋常，原因編號1-3從未使用過，也未與其他支線道路共用編號。這意味著要到達M11終點，往南行車就要去經過A12及A11高速公路才能到達倫敦市中心。

## 歷史

### 計劃案

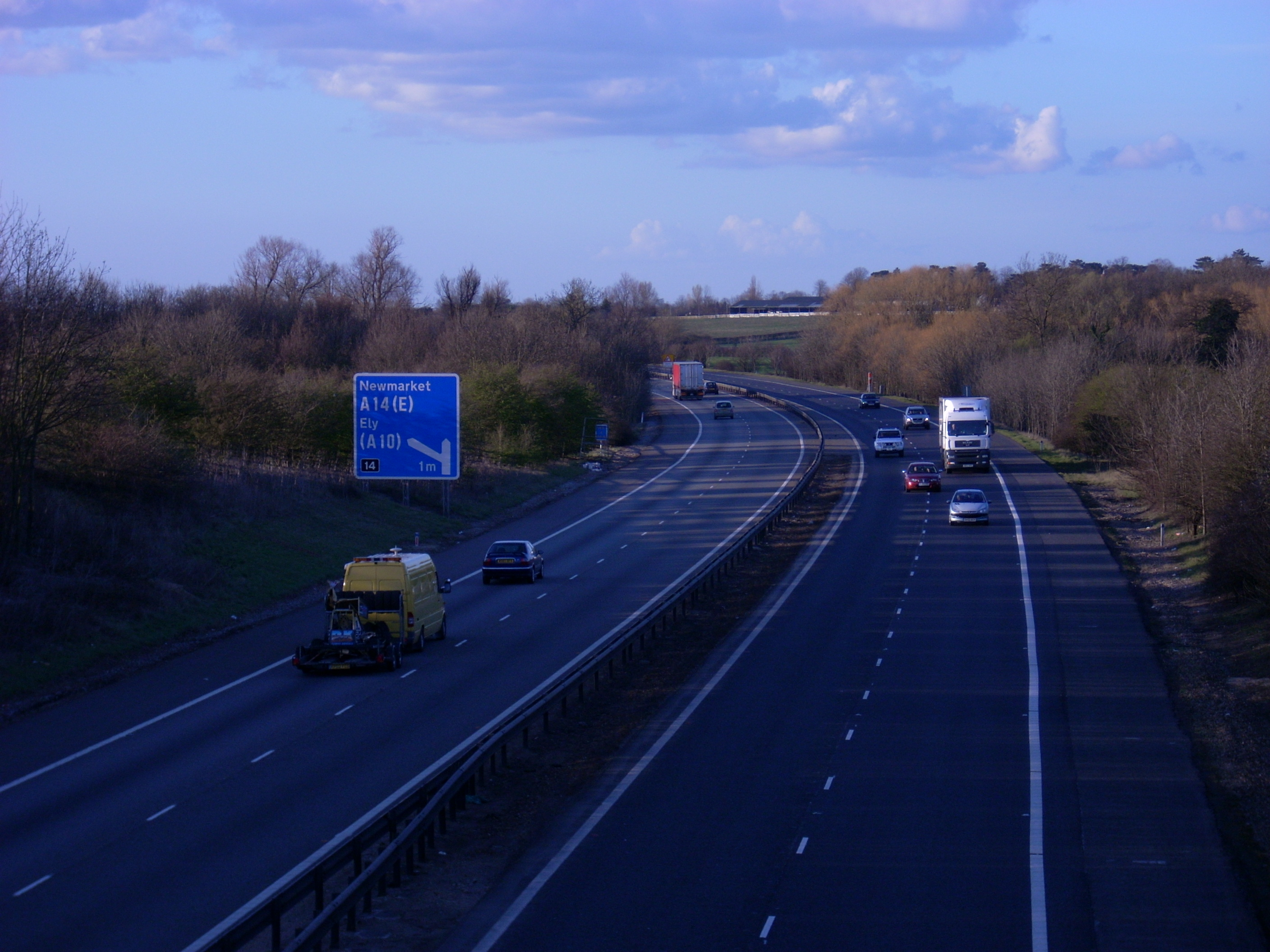
往康橋（Cambridge）之M11高速公路

早在1915年就提出了在倫敦建立“東方大道”的計劃，在1950年代末和1960年代初，東部大道的擴建引發了萊頓及哈克尼當地關注。 但該擴建計畫遭到許多團體的反對，包括哈克尼協會（Hackney Society）、 當地居民及1962年議員身份代表人都紛紛表態反對。
1966年，英國交通部（Department for Transport）要在該高速公路規劃一條更長的道路，並將其部分分配給本高速公路。第一個版本有經過中南地段沿黎河（River Lea）路線行駛，從安吉爾（Angel）西南邊之達爾斯頓（Dalston）西南開始，往東北朝北，到達河邊沃爾瑟姆斯托（Walthamstow）之河邊、清福德（Chingford）和沃爾瑟姆克羅斯（Waltham Cross），並交會北部哈洛（Harlow）之對齊道路。往南到南伍德福德（South Woodford ）再到伊斯靈頓（Islington）的道路，在這版本指定為M12高速公路的一部分。該路線在當時處於規劃階段時有多個選項，大倫敦理事會（Greater London Council）和英國交通部之版本計劃路線都存在著差異 – 另一種版本之“東方大道”企劃則是在攝政運河（Regent's Canal ）旁和維多利亞公園（Victoria Park）的北側，然後再沿哈克尼威克（Hackney Wick）東西方向興建高速公路。這條道路若興建它將連接北十字路口道路（North Cross Route）和東十字路口道路（North Cross Route），在所計畫倫敦環路（London Ringways）東北角興建內環路。在當前的M11高速公路的基礎上，曾計劃3條建議興建的路線，從內部到2號環路（北環路）都曾計劃過，然而這些計劃後來都放棄了。
根據某個計劃，南伍德福德（South Woodford）以南將會與當時提議的西端點建立聯繫往科爾切斯特（Colchester）。這些提議還為2號公路設計了M15高速公路，也曾是將北環路（North Circular Road）升級為典型高速公路標準的理由。當M11高速公路的南端在此處結束時，在兩條車道之間有大空間使M12高速公路的分支能夠從西南方向合併：按照此計劃，倫敦內部區域將會保留了1號、2號、3號之交界處。 M11高速公路南部部分未建路線的一部分是從北部圓環至M11的一條滑行道上會穿過一座空地上的橋，這些未建道路之處都曾計劃過。
1975年3月，從8號匯合點彼謝普斯託福（Bishops Stortford）到北端終點（包括西康橋經過的路段）將不會“按M1高速公路的標準建造”高速公路。至此形成了現在M11高速公路之路貌。

### 追加公路
“M11鍵接公路”是1990年代建造的道路支線，從哈克尼維克 （Hackney Wick）之維多利亞公園（Victoria Park）到雷德布里奇迴旋處（Redbridge Roundabout）的北園路為止，於1999年落成。 這條路的路線與最初的提案之一相似致使在1993年至1995年間發生了曠日持久的M11鏈接道路抗議，這是大部委領導下的大批英國道路抗議之一。

### 隨後失敗與停止的提案

#### 5號匯合點
於德布登（Debden）、勞頓（Loughton）的5號交界處增加往北連接支追加路線計劃在1998年放棄。

#### 6到8號匯合點
有間公路局提出將6號和8號匯合點之M11三個車道，加上硬路肩之單向升級的四個的提案在2007年提出，估算費用為6.98億英鎊。
並在同年進行了多次公眾諮詢儘管該計畫案多次更動漸次減少對環境的破壞，該計劃將導致三個指定生態區和一個具特殊科學價值地點（SSSI, Site of Special Scientific Interest）造成破壞。這地圖提案和先前貼現的選項由公路局發布。2009年3月，運輸大臣宣佈在2021年之前不對這部分高速公路進行任何更改，使得該計劃案被放棄。

### 建設
本高速公路是分階段開放路段。匯合點7號和8號之間的路段於1975年開通，而匯合點4號和7號之間的路段則於1977年開通，8號匯合點到9號匯合點的延伸路段於1979年開通；1980年9號至14號匯合點開通；並於同年2月全面運作。
1970年代修建道路之預算相當吃緊，因此當時的高速公路路面在14號匯合點與大約2英里（3.2）遠的7號匯合點以南之間為非表面混凝土。在這條延伸線以南的道路上，在靠近羅丁河（River Roding）的柔軟地面上行駛會很危險，因底土鬆散以及隨之而來的隨機開裂的危險，混凝土被認為是不合適的建造該道路的材質，所以起點道路上之表面是用瑪𤧛脂鋪路。

## 服務
本高速公路第一個也是唯一至今營運中的服務站，8號匯合點的伯查恩格‧格林服務站（Birchanger Green Services），1996年開始營運。該服務站也是A120道路的一部分，A120道路也是一條主要的高速雙行車道路，從8A匯合點直直延伸到布雷恩垂（Braintree）的東部外邊緣，再延伸到科爾切斯特（Colchester）的單行車道路。該服務站能滿足行經該高速公路及A120道路用路者的需求。
早在1969年，就有計劃在勞頓（Loughton）與村子之間的高速公路上建立一個名為齊格威爾（Chigwell）的加油站，後來成了興建支線道路的一個企劃及一座貨車空間受限的停車場。在2012年倫敦奧運期間，被用於工程單位。 1980年於該點建造服務站的企劃被撤廢。

## 運轉
從1990年代後期起已經嚴重退化的混凝土表面逐漸被標準的柏油碎石層所取代，並且改進排水之工程也同時進行。這項工程於2008年6月端工。A120公路和斯坦斯特德機場（Stansted Airport）的8A路口於2002年12月開放。

## 申請過的發展計劃
通過斯坦斯特德機場之擴建計劃，公路局與BAA進行了合作，以改善倫敦市區前往機場的交通。包括有關M11高速公路建設之兩項提案，其中一項被認為是不必要的，若包括斯坦斯特德機場的擴建案，另一項提案可能會得到政府的批准。

### M11與A120交流道 – 斯坦斯特德第二代機場通道
2007年2月公路局提出了M11高速公路和A120道路匯合點工程聯合方案，該提案是斯坦斯特德機場增加第二條跑道的之中止企劃的一部分。該提議對M11高速公路的8號匯合點更動，即新建8B匯合點，該匯合點連接到8 / 8A交匯處並位於其正北，並在A120道路上興建該全新的匯合點，以提供另外一個的快速通向擴展機場的通道路線。該計劃在於2008年5月的預算費用為1.31億英鎊。 在2007年，舉行了許多公眾諮詢和展覽。從這些結果中得出儘管公眾對環境影響有若干擔憂，但仍有57％的與會者同意若斯坦斯特德機場擴建繼續進行，該建案仍有必要實行。 在徵詢公眾意見後，新的首選路線草案於2008年3月5日發布，命令草案則在2008年3月27日發布。2008年11月10日舉行了公開前調查會議。 2009年4月進行道路地形公開探查。 然而此舉一直推遲到BAA針對競爭委員會之2009年3月的裁決提出上訴並在2010年BAA撤回第二條跑道的申請後才被擱置。

## 事件

### 墜機
2002年6月，一架L-39信天翁教練機在杜克斯福德帝國戰爭博物館（Imperial War Museum Duxford）附近的機場著陸時，飛機剎車失靈導致飛機從跑道和路堤衝出至高速公路。使該名見習飛行員從地面上用彈射椅彈出時罹難，但教練在事故中倖存下來，這起事故沒有波及高速公路上的車輛。 達克斯福德（Duxford）的主要跑道在1977年當高速公路於該地落成後從6,000英尺（1,800）縮減至4,800英尺（1,500）。即使該博物館已經達到所有許可要件，跑道長度也縮短為4,010英尺（1,220） 比現有措施進一步提高安全性。仍發生了此事故，事後展開了事件起因調查，調查發現是教練機操作不慎造成。

### 雪暴
2003年1月，成千上萬的在該高速公路行駛的車輛在一場被稱為“白色星期五”暴風雪，被成群地困在7號和9號匯合點之間塞車長達20個小時。

## 匯合點
資料來自駕駛員位置標誌，提供了本列表距離和行車道標之可識別資訊。
| M11高速公路匯合點 |      |                                                                                          |           | |                                             |
| 英里              | 公里 | 南邊界出口 (B車道)                                                                       | 匯合點    | 北邊界出口 (A車道) | 座標                                        |
| 7.5               | 12.1 | 北園 A406 (西) (A10, A1), 西區 都市, 碼頭區, 黑牆隧道 (A12, A13), A406南                 | J4        | 高速公路起始點 | 51°35′52″N 0°02′38″E / 51.59776°N 0.04377°E |
| 11.4              | 18.4 | 不可通過                                                                                 | J5        | 德布登, 勞頓 A1168 | 51°38′25″N 0°05′03″E / 51.64039°N 0.08420°E |
| 14.7              | 23.6 | 瓦特福, 牛津, 希斯洛機場, (M1), M40, M4 M25(西) 格域機場, 達特福過河道, M23, M20 M25(東) | J6        | 瓦特福, 牛津, 希斯洛機場, (M1), M40, M4 M25(W) 格域機場, 達特福過河道, M23, M20 M25(E)                                                     | 51°40′46″N 0°07′30″E / 51.67942°N 0.12497°E |
| 19.1              | 30.7 | 切爾姆斯福德, 哈洛 A414                                                                  | J7        | 哈洛 A414 | 51°44′35″N 0°08′16″E / 51.74319°N 0.13767°E |
| 28.9              | 46.5 | 畢曉普斯托福德, 服務站, 科爾切斯特, 斯坦斯特德機場 A120                                  | J8 服務站 | 畢曉普斯托福德, 服務站 A120(西) | 51°52′18″N 0°11′57″E / 51.87166°N 0.19923°E |
| 29.2              | 47.0 | 不可通過                                                                                 | J8A       | 斯坦斯特德機場, 科爾切斯特 A120(E東) | 51°52′08″N 0°11′50″E / 51.86885°N 0.19722°E |
| 43.3              | 69.7 | 不可通過                                                                                 | J9        | 紐馬克特, 諾里奇 A11 | 52°03′31″N 0°11′21″E / 52.05872°N 0.18909°E |
|                   |      |                                                                                          | J9A       | 薩弗倫沃爾登, 康橋南部, 黑弗里爾 A1301 | 52°04′33″N 0°11′35″E / 52.07587°N 0.19312°E |
| 45.9              | 73.9 | 薩弗倫沃爾登, 達克斯福德, 黑弗里爾 A505                                                  | J10       | 羅斯頓, 達克斯福德 A505 | 52°05′55″N 0°08′17″E / 52.09857°N 0.13806°E |
| 50.8              | 81.7 | 羅斯頓 A10 康橋 A1309                                                                    | J11       | 夏士頓 A10 康橋 A1309 | 52°09′37″N 0°06′12″E / 52.16019°N 0.10343°E |
| 53.4              | 85.9 | 康橋, 桑迪 A603                                                                          | J12       | 康橋, 桑迪 A603 | 52°11′22″N 0°04′28″E / 52.18940°N 0.07433°E |
| 55.1              | 88.6 | 不可通過                                                                                 | J13       | 康橋, 貝德福德 A1303 | 52°12′42″N 0°04′39″E / 52.21176°N 0.07763°E |
| 56.2              | 90.4 | 聖尼奧特斯 A428                                                                          | J14       | 紐馬克特 A14 伊利 (A10) | 52°13′50″N 0°04′15″E / 52.23064°N 0.07072°E |
|                   |      | 高速公路起始點, 非高速公路交通: 康橋, 紐馬克特 A14                                       |           | 公路沿A14道路向北延伸至米德蘭（Midlands），然後轉向朝西北邊的M6 高速公路，接著再往蘇格蘭的A74中心高速公路，最後到格拉斯哥作尾（Glasgow）。 | 52°14′26″N 0°03′29″E / 52.24042°N 0.05811°E |

## 請參閱
- 英國高速公路列表